# 야하타촌 (후쿠시마현)
야하타촌(八幡村)은 후쿠시마현 미나미아이즈군에 있던 촌이다. 현재의 다다미정 동부 이나강 중류 좌안 시오노키강 유역에 해당한다.

## 역사
- 1889년 4월 1일 - 정촌제 시행에 의해 3촌의 구역으로 성립하였다.
- 1940년 11월 5일 - 고야나촌, 후자와촌과 합병해, 메이와촌이 성립하여, 동일 야하타촌이 폐지되었다.

## 교통

### 도로
- 누마타 가도 (현:국도 289호선)

## 참고문헌
- 角川日本地名大辞典 7 福島県